# فرنسوا بيتي
فرنسوا بيتي (بالفرنسية: François Petit )‏ (و. 1951 – م) هو ممثل، وممثل أفلام، من الولايات المتحدة الأمريكية، ولد في ليون.

## وصلات خارجية
- فرنسوا بيتي على موقع IMDb (الإنجليزية)
- فرنسوا بيتي على موقع ألو سيني (الفرنسية)
- فرنسوا بيتي على موقع أول موفي (الإنجليزية)
- فرنسوا بيتي على موقع قاعدة بيانات الأفلام السويدية (السويدية)
- فرنسوا بيتي على موقع قاعدة بيانات الفيلم (الإنجليزية)
- فرنسوا بيتي على موقع كينوبويسك (الروسية)